# Ľutov
Ľutov (bis 1927 slowakisch „Lutov“; ungarisch Litó – bis 1907 Luttó) ist eine Gemeinde im Westen der Slowakei mit 176 Einwohnern (Stand 31. Dezember 2024), die zum Okres Bánovce nad Bebravou, einem Teil des Trenčiansky kraj, gehört.

## Geographie
Die Gemeinde befindet sich im Nordteil des Hügellands Nitrianska pahorkatina am Übergang in das Gebirge Strážovské vrchy, am Oberlauf des Baches Jelešnica im Einzugsgebiet der Bebrava. Das Ortszentrum liegt auf einer Höhe von 248 m n.m. und ist neun Kilometer von Bánovce nad Bebravou entfernt.
Nachbargemeinden sind Timoradza im Norden, Trebichava und Kšinná im Nordosten, Dubnička im Osten, Prusy im Süden und Podlužany im Westen.

## Geschichte
Ľutov wurde zum ersten Mal 1389 als Lutov erwähnt und war im Jahr 1389 Bestandteil des Herrschaftsgebiets der Burg Uhrovec. 1598 gab es eine Mühle und 15 Häuser im Ort, 1720 wohnten sieben Steuerpflichtige in Ľutov, 1784 hatte die Ortschaft 31 Häuser, 45 Familien und 257 Einwohner, 1828 zählte man 29 Häuser und 210 Einwohner, die als Landwirte beschäftigt waren.
Bis 1918 gehörte der im Komitat Trentschin liegende Ort zum Königreich Ungarn und kam danach zur Tschechoslowakei beziehungsweise heute Slowakei.

## Bevölkerung
| Jahr                | 1994 | 2004    | 2014     | 2024     |
| ------------------- | ---- | ------- | -------- | -------- |
| Anzahl der Personen | 138  | 135     | 159      | 176      |
| Unterschied         |      | −2,17 % | +17,77 % | +10,69 % |

| Jahr                | 2023 | 2024    |
| ------------------- | ---- | ------- |
| Anzahl der Personen | 177  | 176     |
| Unterschied         |      | −0,56 % |

Nach der Volkszählung 2011 wohnten in Ľutov 138 Einwohner, davon 135 Slowaken und ein Tscheche. Zwei Einwohner machten keine Angabe zur Ethnie.
67 Einwohner bekannten sich zur Evangelischen Kirche A. B., 52 Einwohner zur römisch-katholischen Kirche und zwei Einwohner zur griechisch-katholischen Kirche. 14 Einwohner waren konfessionslos und bei drei Einwohnern wurde die Konfession nicht ermittelt.